# Vilke
Vilke (szlovákul: Veľká nad Ipľom) község Szlovákiában, a Besztercebányai kerületben, a Losonci járásban.

## Fekvése
Losonctól 8 km-re délnyugatra, az Ipoly jobb partján fekszik.

## Története
A település első írásos említése 1238-ban "Vilika" alakban történt, de valószínűleg ennél régebbi eredetű. 1405-ben "Velike" néven említik. A 13. század elején már plébániája volt, plébánosát az 1332 és 1337 között kelt pápai tizedjegyzékben említik először. A 14. század elején a legismertebb nógrádi települések közé tartozott, a hagyomány szerint egykor mezővárosi rangot viselt, erre azonban semmilyen bizonyíték nincs. A 16. században a somoskői váruradalom része volt, a Losonczy család, majd  később több nemesi család birtoka.
1554 és 1593 között a török hódoltság része volt. 1625-ben a töröknek fizetett adót, majd a század közepén az egész település elpusztult, de 1680 körül újratelepítették. 1730-ban tűzvész pusztított a településen. 1828-ban 107 házában 793 lakos élt, akik főként mezőgazdasággal foglalkoztak. 1831-ben súlyos kolerajárvány volt, melyet 1855-ben és 1873-ban újabb járványok követtek. A 19. században a Forgách család birtoka, akiknek kúriája volt a településen, mely 1995 óta a községi hivatal épülete. A Forgáchok építették a templom, a plébánia és a katolikus iskola épületét is. 1841-ben az ország egyik legmodernebb cukorgyárát építették itt fel. 1905-ben már 3 telefonállomás működött a községben.
Vályi András szerint " VILYKE. Magyar falu Nógrád Várm. földes Ura Gr. Forgács Uraság, lakosai katolikusok, fekszik Losontzhoz 1 1/2 mértföldnyire; határja középszerű, réttye, legelője meglehetős."
Fényes Elek szerint " Vilke, magyar falu, Nógrád vgyében, a regényes Ipoly völgye északi részén, lapályon, a bányavárosi országut mellett, ut. p. Losonczhoz 1 1/4 mfld. Határa 2918 hold, mellyből belsőség 102 h., szántóföld 993 h., rét 260 h., erdő 1423 h., legelő 140 hold. Ebből ismét urbéri belsőség 86, szántó 300 h., rét 40 h., belsőség 16, tölgyes és cseres erdő 1423 hold. A föld nagyobb része lapály, részint lassan emelkedő dombos, sárga agyag, néhol homokkal vegyes, néhol vadvizes, leginkább termi a rozsot, zabot, veres lóherét, buzát, árpát, kukoriczát. Rétjei kétszer kaszálhatók s igen jó takarmányt adnak. Az uraság szép birkákat, a lakosok pedig jó lovakat tenyésztenek, de szarvasmarha is elég. Rodnok puszta már be van számitva a határba. Lakja 709 r. kath., 8 evang., 7 zsidó. Kath. paroch. templom. A lakosok erősen fuvaroznak, mivel nagy állomási hely; urbéri telek 31 1/2. A határ déli részén folyik az Ipoly vize, mellyen egy három kőre épűlt malom van; s ez tavaszkor és őszkor többnyire elönti a réteket s iszapjával javitja; van egy Vilke nevű patakja is. A falun kivül esik az uraság nagyszerű répaczukorgyára. Alaptőkéje ennek 27,000 pfrt. s 4 év alatt kiállitott évenkint középszámmal 475 mázsa czukorlisztet, és 230 mázsa szesznek való szörpöt; különben többet is gyárthatna, ha a répatermelést az időviszonyok s a napszámosok hiánya nem hátráltatnák. Vilke feje egy uradalomnak, mellyhez tartoznak: Vilke, Jelsőcz, Miksi, Tőrincs helységek, Rodnok, Dályó és Ráros puszták; s az uradalom birtokosa gr. Batthyáni Isabella, gr. Forgách Alajos özvegye."
Nógrád vármegye monográfiája szerint "Vilke. Ipolymenti magyar kisközség, körjegyzőséggel. Házainak száma 153, és róm. kath. vallású lakosaié 947. Postája és távírója helyben van, vasúti állomása pedig Losoncz vagy Ipolytarnócz. E község már az 1332–37. évi pápai tizedjegyzékekben is előfordúl, tehát már akkor egyháza is volt. 1423-ban Velike néven említik az oklevelek. 1548-ban a Lossonczy család birtokában találjuk. A XVI. század közepén a török hódoltsághoz tartozott. 1562–1563-ban Musszia Cselebi hűbérbirtoka volt, 1566-ban azonban a helység jövedelmeit egyes főrangú tisztviselők illetményeinek fedezésére fordították. 1598-ban gróf Forgách Zsigmond volt a földesura. 1652-ben Libertsey Mihály és Ferencz, 1715-ben egy magyar és négy tót, 1720-ban öt magyar háztartását írták össze. A török hódoltság után 1848-ig a gróf Forgách család volt az ura. Jelenleg gróf Wenckheim Ferenczné, szül. gróf Forgách Ilona örökösei és özvegy gróf Forgách Józsefné, szül. báró Révay Sarolta a legnagyobb birtokosai. A mostani róm. kath. templom 1762-ben épült. 1730-ban az egész község leégett. 1831-ben a fél évig tartó kolerajárványnak 150 áldozata volt itt. 1855-ben három hét alatt 55 és 1873-ban 22 nap alatt 95. A község hajdan a határabeli Faluhelye dűlőn, az Ipoly közelében, a mai Ipolytarnócz szomszédságában feküdt. A török hódoltság alatt pusztúlt el. Az ősi templom harangját néhány évvel ezelőtt szántás közben meg is találták. E harangot jelenleg a gácsi várban őrzik. A hagyomány szerint Velike hajdan városi kiváltságokat élvezett. Erre nézve ugyan nincsenek történelmi adataink, de a határához tartozó egyik kaszálót ma is Városrét-dülőnek nevezik. A községbeliek róm. kath. olvasókört, fogyasztási és értékesítő szövetkezetet tartanak fenn. A községhez tartozik Nagydályómajor melyről már a XIV. század elejétől kezdve vannak adataink. 1327-ben még csak birtokként szerepel, de 1383–1393-ban már önálló helység volt. 1548-ban Dállyay Zsigmond, György és László birtokában találjuk. Mellette feküdt Kisdályó, mely 1548-ban Balassa Zsigmondé volt. Az 1598. évi összeírásban már csak egy Dályó helységet találunk, melynek Osgyány Lőrincz volt a földesura. 1635-ben Balassa Imréné, szül. Bosnyák Judit nyerte osztályrészül. A XIX. század első felében a gróf Forgách család birtoka. A községhez tartozik még Veresi-puszta."
A trianoni békeszerződésig Nógrád vármegye Losonci járásához tartozott. 1924-ben laktanya és vámház épült a községben.1938 és 1945 között újra Magyarország része volt. 1945 február 2-án a németek lerombolták a falu közepén álló vasbeton hidat. A harcokban a falu súlyos károkat szenvedett. Lakói nagyobbrészt ma is magyar katolikusok.
A hozzá tartozó Nagydályó egykor önálló község volt. Dályó első írásos említése 1327-ben történt, amikor a somoskői uradalom része volt. A 16. században két részre oszlott: Kis- és Nagydályóra. 1598-ban Osgyány Lőrinc birtoka. A 17. század elején mindkét településrész megsemmisült, majd uradalmi majorként építették újjá. 1828-ban Dályónak 10 háza és 89 lakosa volt. A 19. század első felében a Forgách család birtoka. A trianoni békeszerződést követően Kisdályó nagy része Magyarország területén maradt és Ipolytarnóc része lett, a szlovák oldalra került részt pedig Nagydályóval együtt Vilkéhez csatolták.

## Élővilága

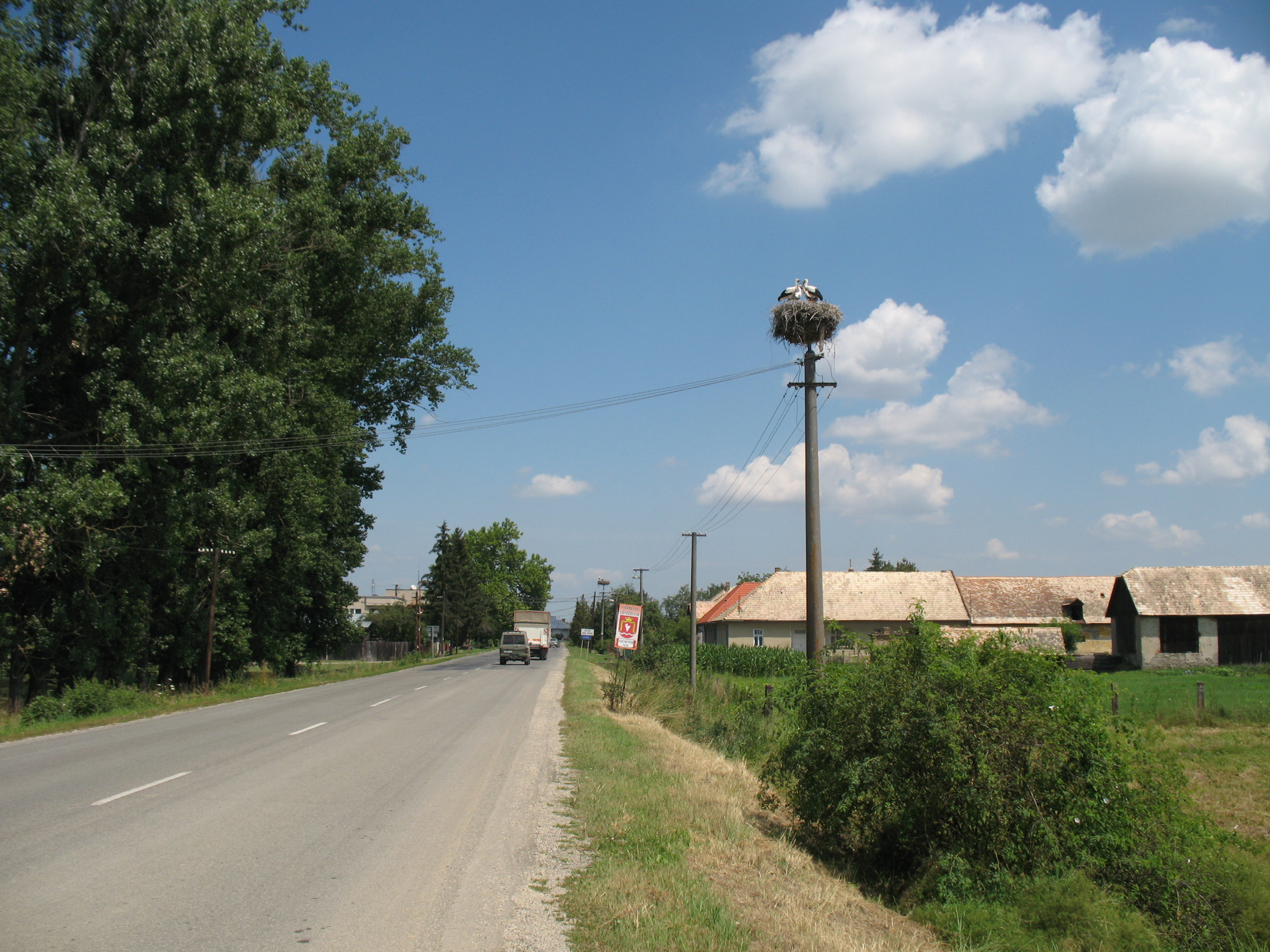
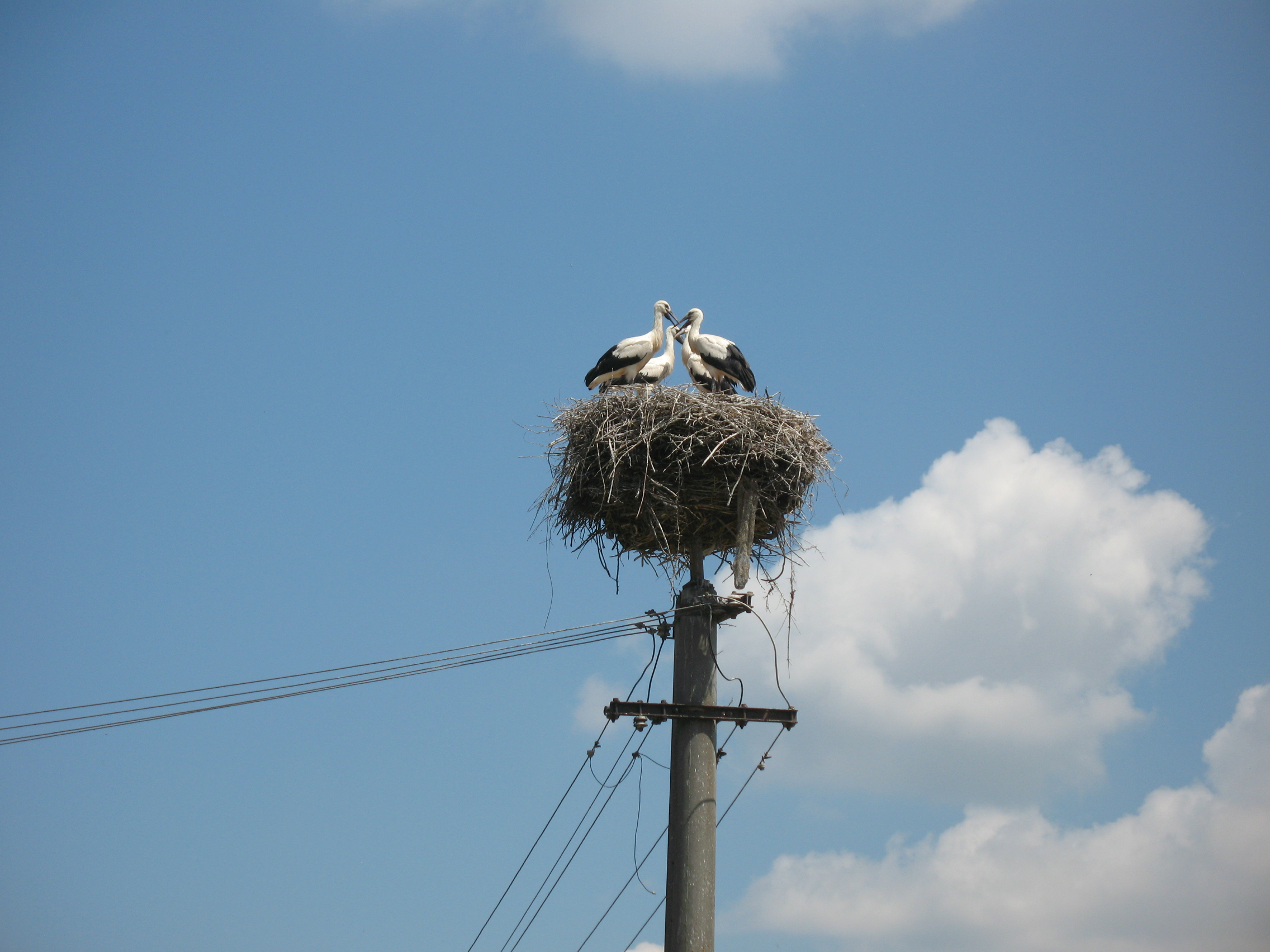
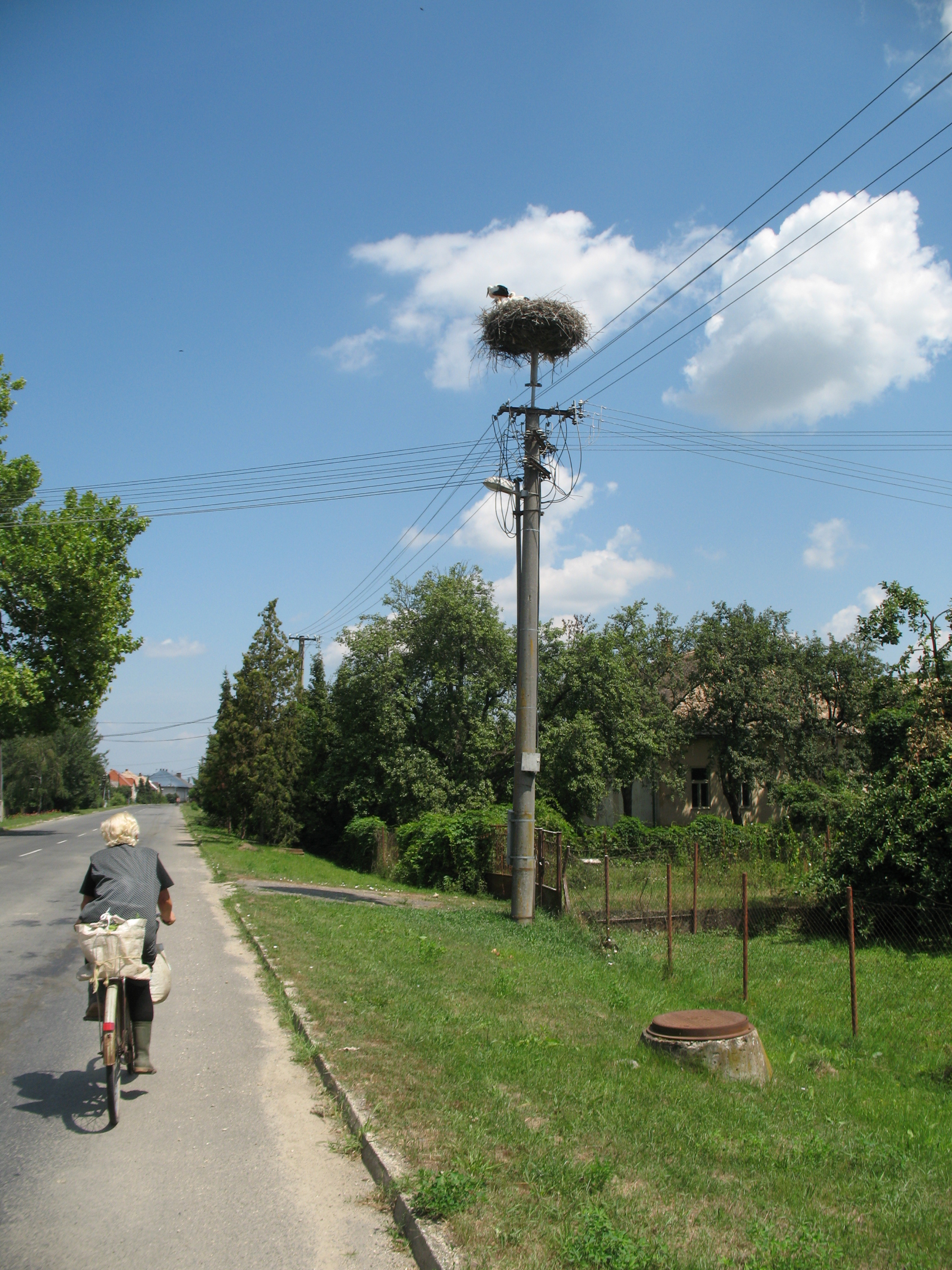

Vilkén 3 gólyafészket tartanak nyilván. A főút mentén 2013-ban 4, illetve 3 fióka nevelkedett.

## Népessége
| Év:            | 1994. | 2004.   | 2014.   | 2024.   |
| -------------- | ----- | ------- | ------- | ------- |
| Emberek száma: | 882   | 943     | 940     | 954     |
| Eltérés:       |       | +6,91 % | -0,31 % | +1,48 % |

| Év:            | 2023. | 2024.   |
| -------------- | ----- | ------- |
| Emberek száma: | 949   | 954     |
| Eltérés:       |       | +0,52 % |

1910-ben 980, túlnyomórészt magyar anyanyelvű lakosa volt.
2001-ben 908 lakosából 463 magyar és 408 szlovák.
2011-ben 947 lakosából 471 szlovák, 330 magyar és 71 cigány volt.
2021-ben 932 lakosából 574 (+10) szlovák, 279 (+28) magyar, 2 (+118) cigány, 9 egyéb és 68 ismeretlen nemzetiségű volt.

## Neves személyek
- Itt született Bossányi Szerafin (1713-1785) hittudós, minorita rendi áldozópap.
- Itt született Koós József (1888-1985) borsosberényi pásztor, számadó juhász. Kitűnő dudás-furulyás volt.

## Nevezetességei

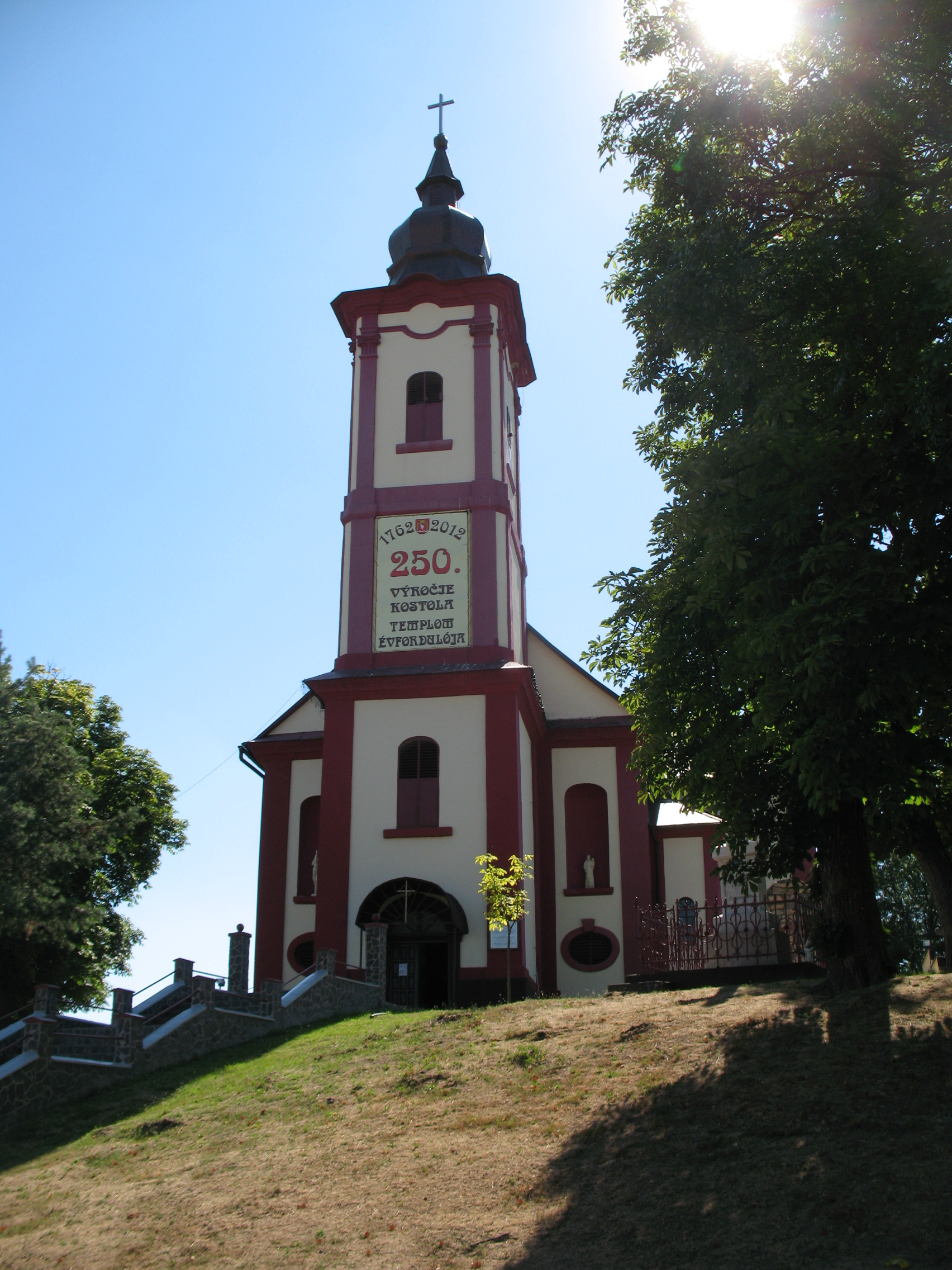
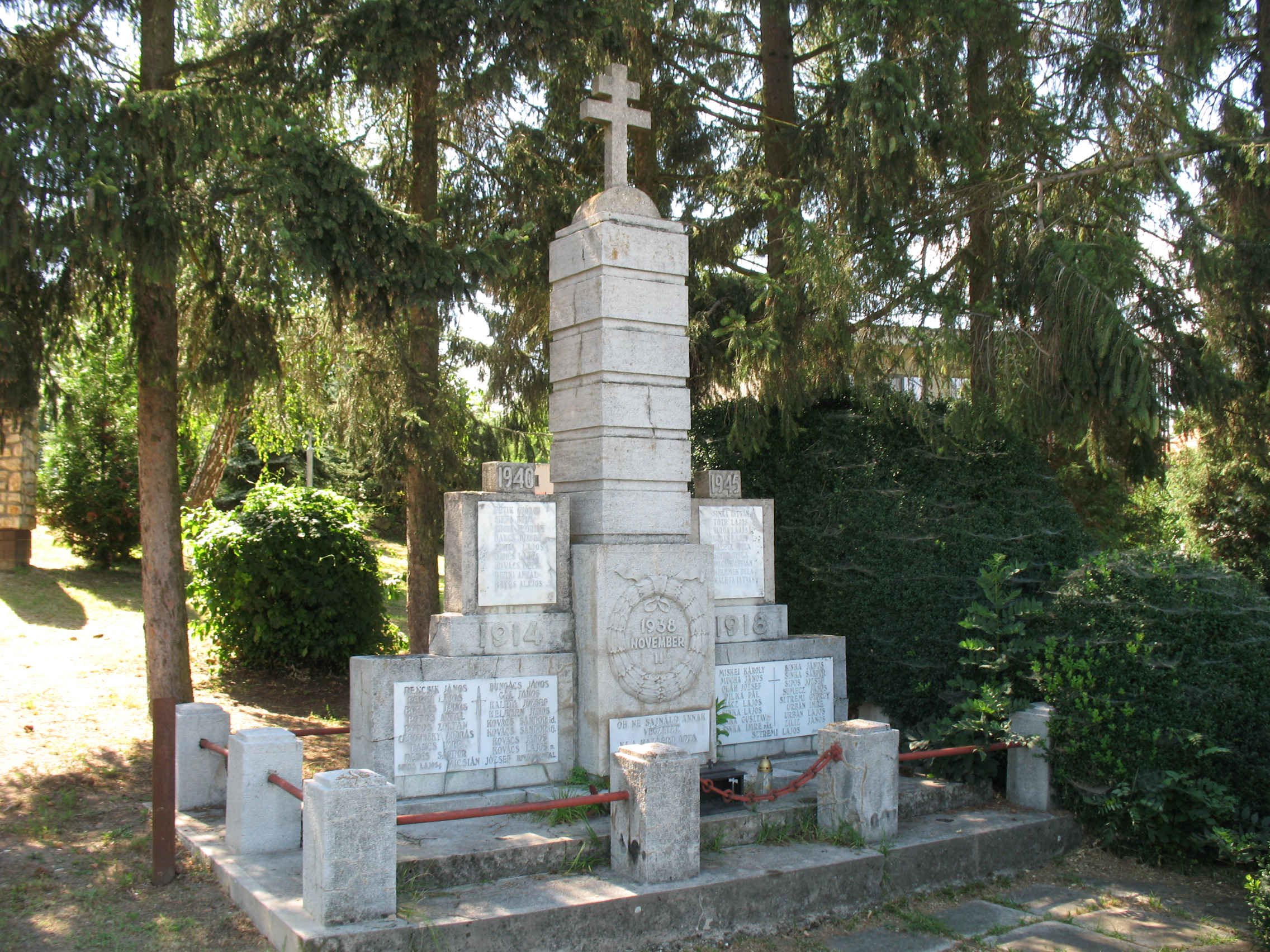
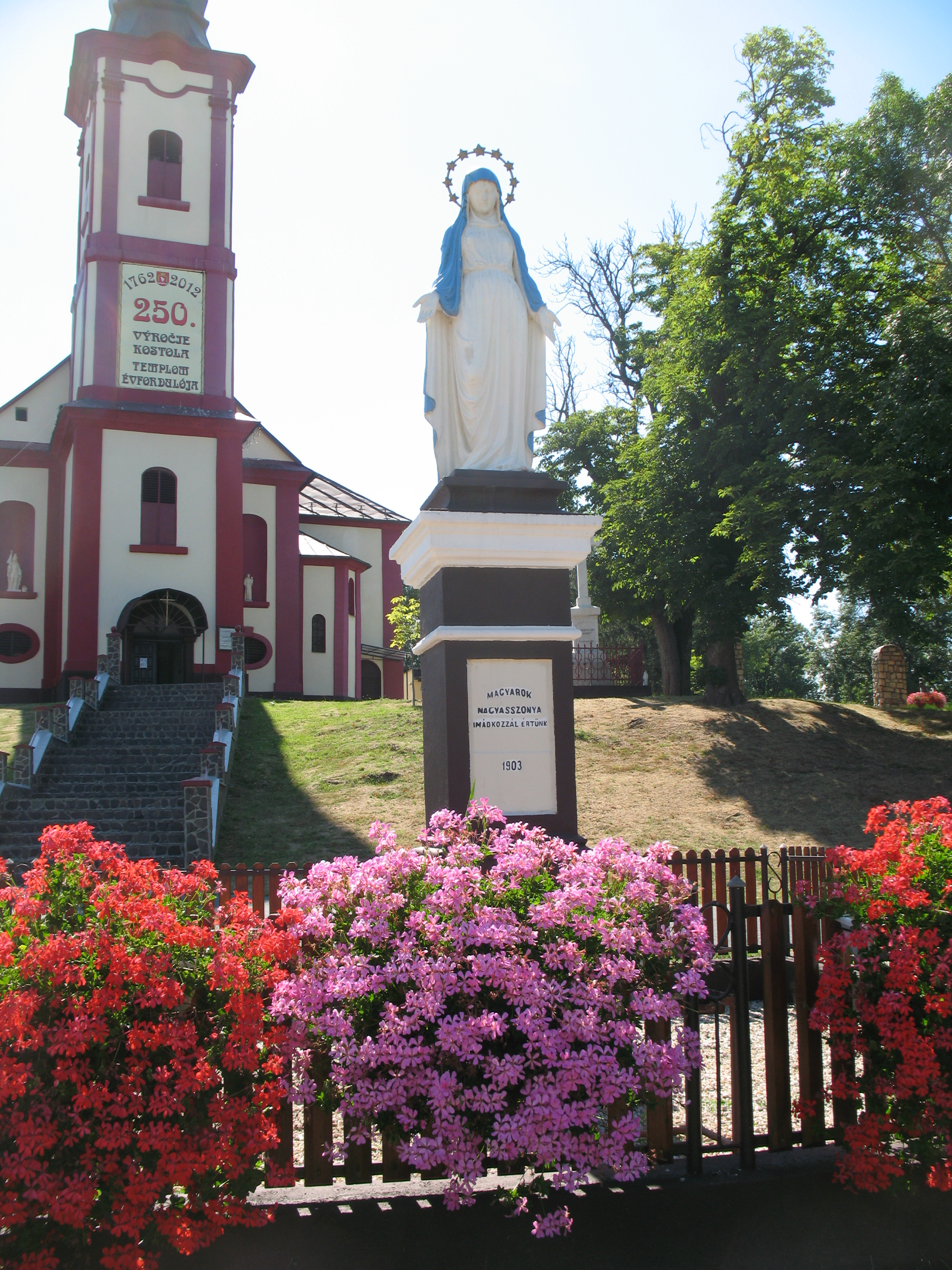
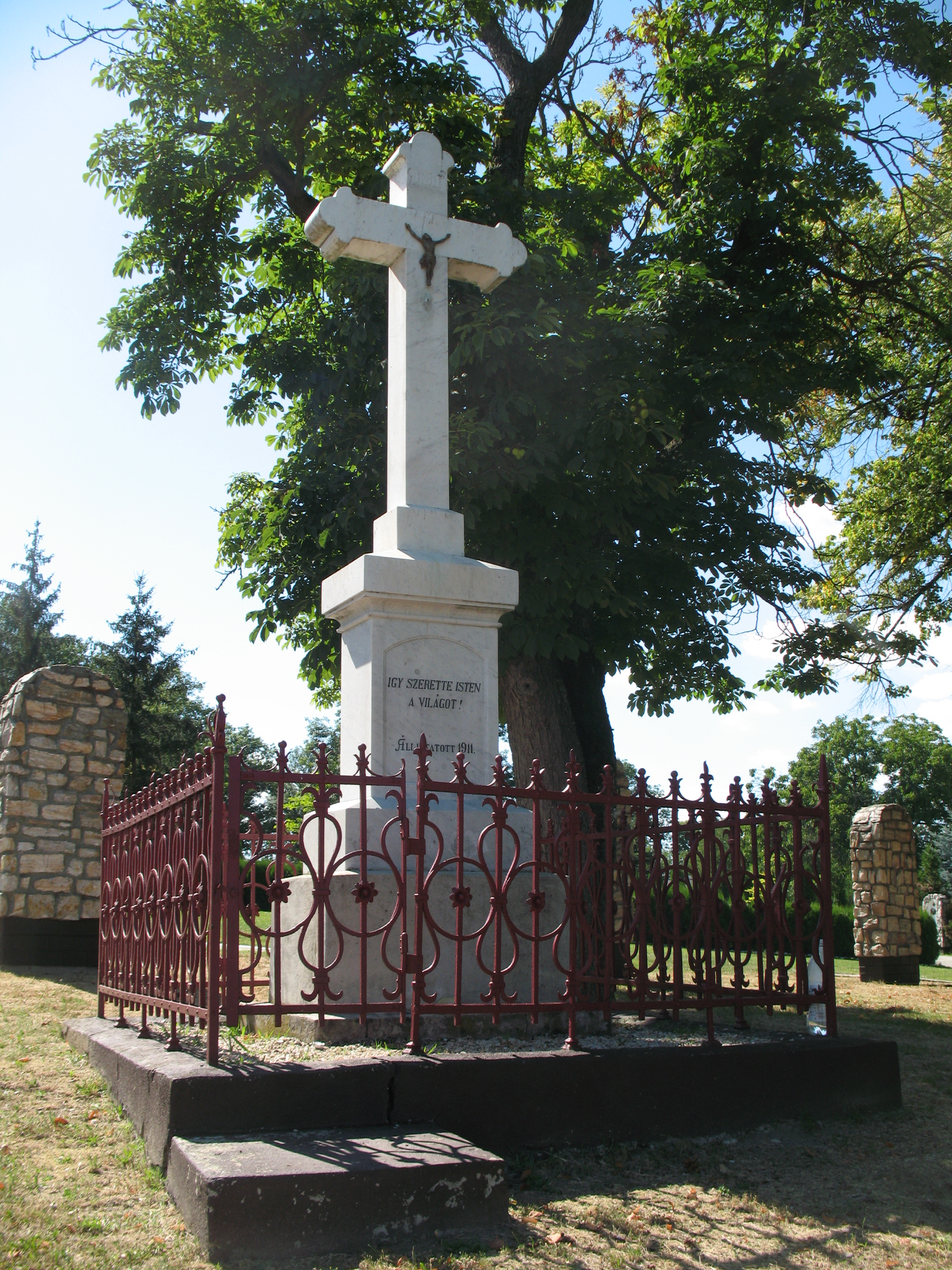

A Mindenszentek tiszteletére szentelt római katolikus temploma 1762-ben épült késő barokk stílusban. 1896-ban átépítették. Oltárképe 1888-ban készült, Kubányi Lajos műve.

## Külső hivatkozások
- Hivatalos oldal Archiválva 2009. június 17-i dátummal a Wayback Machine-ben
- Községinfó
- Vilke Szlovákia térképén
- E-obce.sk Archiválva 2009. május 17-i dátummal a Wayback Machine-ben